# Vaison-la-Romaine
Vaison-la-Romaine – miejscowość i gmina we Francji, w regionie Prowansja-Alpy-Lazurowe Wybrzeże, w departamencie Vaucluse.
Według danych na rok 1990 gminę zamieszkiwały 5663 osoby, a gęstość zaludnienia wynosiła 210 osób/km² (wśród 963 gmin regionu Prowansja-Alpy-W. Lazurowe Vaison-la-Romaine plasuje się na 122. miejscu pod względem liczby ludności, natomiast pod względem powierzchni na miejscu 377.).

## Populacja

Populacja Vaison-la-Romaine w latach 1962–2008